# Lyconodes argenteus
Lyconodes argenteus is een straalvinnige vissensoort uit de familie van heken (Merlucciidae). De wetenschappelijke naam van de soort is voor het eerst geldig gepubliceerd in 1922 door Gilchrist.